# NGC 2514
NGC 2514 este o galaxie spirală situată în constelația Racul. A fost descoperită în 19 ianuarie 1885 de către Édouard Stephan⁠(d).